# Тулан (Тюркски каганат)
Тулан е каган на Тюркския каганат, управлявал през 588 – 599 година.
Син на кагана Ишбара и правнук на основателя на каганата Бумън от рода Ашина, той става каган след смъртта на чичо си Бага. През по-голямата част от управлението си е в мирни отношения с империята Суй, но в края на 90-те години тя започва да подкрепя братовчед му Ями, който започва бунт срещу него.
Тулан е убит от свои поданици през 599 година. След смъртта му за каган се обявява Тарду, но той не контролира цялата страна, като на изток управлява свързания с китайците Ями.